# Courdemanche, Sarthe
Courdemanche är en kommun i departementet Sarthe i regionen Pays de la Loire i nordvästra Frankrike. Kommunen ligger i kantonen Le Grand-Lucé som tillhör arrondissementet La Flèche. År 2022 hade Courdemanche 614 invånare.

## Befolkningsutveckling
Antalet invånare i kommunen Courdemanche
| Referens: INSEE |